# آلیشیا پوتو
آلیشیا پوتو (انگلیسی: Alicia Poto؛ زادهٔ ۲۸ مارس ۱۹۷۸) بازیکن بسکتبال اهل استرالیا است.
وی در مسابقات کشوری و بین‌المللی در مجموع برندهٔ ۱ مدال نقره شده‌است.